# Боллевик
Боллевик (нем. Bollewick) — община в Германии, в земле Мекленбург-Передняя Померания.
Входит в состав района Мюриц. Подчиняется управлению Рёбель-Мюриц. Население составляет 672 человека (на 31 декабря 2010 года). Занимает площадь 12,73 км².

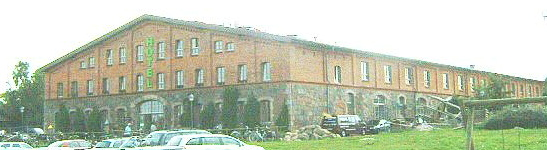
Боллевик
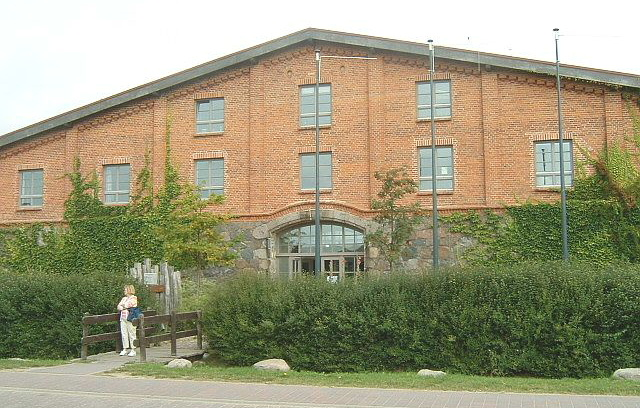
Боллевик